# Delta Circini
Delta Circini(δ Circini, förkortat, Delta Cir, δ Cir), som är stjärnans Bayer-beteckning, är en trippelstjärna med en kombinerad skenbar magnitud på 5,09 i Cirkelpassarens stjärnbild. Baserat på parallaxmätning inom Hipparcosuppdraget på ca 0,9 mas, beräknas den befinna sig på ett avstånd på ca 2 500 ljusår (ca 770 parsek) från solen.

## Egenskaper
Delta Circini är en trippelstjärna och kortperiodisk förmörkelsevariabel av Algol-typ (EA), som har en visuell magnitud mellan 5,04 och 5,20 med en period av 3,902476 dygn.

### Trippelstjärnans komponenter
Delta Circini A är en spektroskopisk trippelstjärna, även om den yttre komponenten har upplösts med VLTI PIONIER-instrumentet. De två inre komponenterna utgör en pulserande dubbelstjärna.
Delta Circini B är en följeslagare av 13:e magnituden, separerad med nästan en bågsekund. Det är oklart huruvida de två är fysiskt förenade och lite är känt om den svagare stjärnan även om den har rapporterats som en stjärna i huvudserien av spektralklass G5 eller en jättestjärna.
HD 135160 är en dubbel Be-stjärna av 6:e magnituden som delar en gemensam rörelse genom rymden med Delta Circini och är bara separerad med 4 bågminuter. De två är svagt synliga för blotta ögat.